# Sempervivum leucanthum
Sempervivum leucanthum ist eine Pflanzenart aus der Gattung der Hauswurzen (Sempervivum) in der Familie der Dickblattgewächse (Crassulaceae).

## Beschreibung

### Vegetative Merkmale
Sempervivum leucanthum wächst als fast kugelförmige, ziemlich flache Rosettenpflanze mit einem Durchmesser von 4 bis 7 Zentimeter und bildet lockere Matten. Ihre kräftigen Ausläufer sind 5 bis 8 Zentimeter lang. Die länglich spateligen, kleinspitzigen Laubblätter sind fein flaumhaarig. Sie sind hellgrün mit einer dunkelroten Spitze. Die Blattspreite ist 20 bis 35 Millimeter lang und 8 bis 10 Millimeter breit. Der Blattrand ist mit drüsigen oder nicht drüsigen, ungleich langen Wimpern besetzt.

### Generative Merkmale
Der Blütentrieb erreicht eine Länge von 15 bis 20 Zentimeter. Er trägt Blätter, die etwas kleiner als diejenigen der Blattrosette sind. Der Blütenstand besteht aus klebrigen Zymen mit drei gabeligen Wickeln. Die 11- bis 13-zähligen Blüten weisen einen Durchmesser von etwa 2,5 Zentimeter auf. Ihre breit lanzettlichen, kleinspitzigen, etwa 5 Millimeter langen Kelchblätter sind auf einer Länge von bis zu 2,5 Millimeter miteinander verwachsen. Sie sind grün und besitzen eine purpurfarbene Spitze. Die länglich lanzettlichen bis linealisch-lanzettlichen, spitzen oder spitz zulaufenden, weißlichen bis grünlichen Kronblätter weisen eine Länge von 10 bis 13 Millimeter auf und sind etwa 1 Millimeter breit. Die fast kahlen, unterschiedlich gefärbten Staubfäden sind in der Regel rosafarben. Die Staubbeutel sind gelb. Der Griffel ist etwa 3 Millimeter lang. Die fast quadratischen Nektarschüppchen sind grünlich.
Die Blütezeit ist Juli.

### Genetik
Die Chromosomenzahl beträgt {\displaystyle 2n=64}.

## Systematik und Verbreitung
Sempervivum leucanthum ist in Bulgarien und in Griechenland in den Bergen verbreitet.
Die Erstbeschreibung durch Josif Pančić wurde 1883 veröffentlicht.

## Nachweise